# الحرب البيلوبونيسية
الحرب البيلوبونيسية (431-404 قبل الميلاد) حرب يونانية قديمة نشبت بين الحلف الديلي بقيادة أثينا ضد الاتحاد البيلوبونيزي بقيادة أسبرطة. قسم المؤرخون الحرب إلى ثلاث مراحل. المرحلة الأولى تعرف باسم حرب الأركيدميان، شنت فيها أسبرطة غزوات متكررة على أتيكا، في حين استغلت أثينا تفوقها البحري لمداهمة ساحل البيلوبونيز ومحاولة قمع الاضطرابات داخل إمبراطوريتها، انتهت هذه الفترة من الحرب عام 421 قبل الميلاد، بتوقيع معاهدة سلام نيكياس، ولكن، قُوّضت تلك المعاهدة بسبب تجدد القتال في بيلوبونيز. في عام 415 قبل الميلاد، أرسلت أثينا قوة استطلاعية ضخمة لمهاجمة سرقوسة في صقلية، لكن الهجوم فشل على نحو كارثي، ودمرت القوة بالكامل عام 413 قبل الميلاد، وقد أدى ذلك إلى بداية المرحلة الأخيرة من الحرب، والتي عرفت عمومًا بالحرب الأيونية. في هذه المرحلة، تلقت أسبرطة تعزيزات من الإمبراطورية الأخمينية، ودعمت تمردات في الدول الخاضعة لحكم أثينا في بحر إيجة وإيونية، الأمر الذي قوض إمبراطورية أثينا، وسلبها في النهاية قوتها وتفوقها البحري، وقد أدى تدمير أسطولها في معركة ايجبوسبوتامي إلى إنهاء الحرب فعليًا، واستسلمت أثينا في العام التالي. طالبت كل من كورنث وثيفا بتدمير أثينا بالكامل واستعباد مواطنيها، ولكن أسبرطة رفضت ذلك.
أعادت الحرب البيلوبونيسية تشكيل العالم اليوناني القديم، فقد أصبحت أثينا، المدينة الأقوى في اليونان قبل بداية الحرب، في حالة من الخضوع شبه الكامل، كما أصبحت أسبرطة القوة الرائدة في اليونان. دفع المواطنون في كل أنحاء اليونان ثمن التكاليف الاقتصادية المترتبة على الحرب؛ إذ أصبح الفقر منتشرًا على نطاق واسع في مناطق البيلوبونيز، ودمرت أثينا بشكل كامل، ولم تتمكن قط من استعادة الرخاء والازدهار اللذان تمتعت بهما قبل الحرب. أحدثت الحرب أيضًا تغييرات طفيفة في المجتمع اليوناني، الصراع بين أثينا الديمقراطية وأسبرطة الأوليغاركية، ودعم كل منها للفصائل السياسية الصديقة داخل دول أخرى، جعل الحرب حدثًا شائعًا في العالم اليوناني.
تبعت هذه الحرب مباشرة بالحرب الكورنثية (394-386 قبل الميلاد)، والتي، على الرغم من أنها انتهت بشكل غير حاسم، ساعدت أثينا على استعادة بعض عظمتها السابقة.

## تمهيد
كما كتب المؤرخ الأثيني البارز ثوقيديدس في كتابه تاريخ الحرب البيلوبونيسية «إن نمو وصعود قوة أثينا، وانزعاج أسبرطة، جعل الحرب أمرًا لا مفر منه». في الواقع، فإن ما يقرب من خمسين عامًا من التاريخ اليوناني الذي سبق اندلاع الحرب البيلوبونيسية تميزت بصعود أثينا باعتبارها قوة رئيسية في البحر الأبيض المتوسط، وكانت امبراطوريتها قد بدأت بمجموعة صغيرة من المدن، سميت بالحلف الديلي -من جزيرة ديلوس، حيث حفظوا خزانتهم- التي تحالفت لضمان انتهاء الحروب اليونانية الفارسية. بعد هزيمة الغزو الفارسي الثاني لليونان في العام 480 قبل الميلاد، قادت أثينا تحالف دول المدن اليونانية التي استمرت في الانخراط بالحروب اليونانية الفارسية عبر شن هجمات على الأراضي الفارسية في بحر إيجة وإيونية. تبع ذلك بفترة يشار إليها باسم بنتيكوناتيتيا (وفقًا لثوقيديدِس)، حين ازدادت قوة أثينا بصفتها إمبراطورية، ونفذت حروبًا عدوانية ضد بلاد فارس، كما فرضت هيمنتها بشكل متزايد على المدن اليونانية الأخرى، وسيطرت في النهاية على كل اليونان باستثناء أسبرطة وحلفائها، وعرفت هذه الفترة تاريخيًا باسم الامبراطورية الأثينية. بحلول منتصف القرن، طُرد الفرس من بحر إيجة، وأجبروا على التنازل عن السيطرة على مجموعة واسعة من الأراضي إلى أثينا. في الوقت نفسه، زادت أثينا من قوتها بشكل كبير؛ فقد أصبح عدد من حلفائها المستقلين سابقًا في مرتبة الدول الخاضعة لدفع الجزية في الحلف الديلي على مدار القرن، وقد استغلت أموالهم في بناء أسطول قوي، وبعد منتصف القرن، لتمويل برامج الأشغال العامة الضخمة في أثينا، ما سبب غضبًا.
بدأت المناوشات بين أثينا والولايات البيلوبونيسية، بما في ذلك أسبرطة، في بدايات عصر بنتيكوناتيتيا؛ في أعقاب رحيل الفرس عن اليونان، حاولت أسبارطة منع إعادة بناء جدران أثينا (بدون الجدران، لن تكون أثينا قادرة على حماية نفسها ضد أي هجوم بري، الأمر الذي سيضعها تحت سيطرة أسبارطة)، ولكن محاولاتها صُدّت. وفقًا لثوقيديدِس، على الرغم من عدم قيام أسبارطة بأي فعل في هذا الوقت، إلا أن مواطنيها «شعروا بالظلم». اندلع الصراع بين الولايات مرة أخرى عام 465 قبل الميلاد، عندما اندلعت ثورة الهيلوتس في أسبارطة. طلب الأسبارطيون قوات من كل حلفائهم، بما في ذلك أثينا، لمساعدتهم في قمع الثورة. أرسلت أثينا فرقة كبيرة (4,000 من الهوبليت)، ولكن طردها الأسبارطيون عند وصولها، بينما سمح لكل الحلفاء الآخرين بالبقاء. وبحسب ثوقيديدِس، تصرف الأسبارطيون بهذه الطريقة تخوفًا من غدر أثينا ودعمها للهيلوتس، ولاحقًا انسحبت أثينا بعد تعرضها للإهانة من تحالفها مع أسبارطة. عندما أجبر الهيلوتس المتمردون في النهاية على الاستسلام وسمح لهم بالنزوح من الدولة، وطنهم الأثينيون في مدينة نافباكتوس الاستراتيجية على خليج كورينث.
في عام 459 قبل الميلاد، استغلت أثينا الحرب بين جارتيها ميغارا وكورينث القديمة، وكلاهما حليفتان لأسبارطة، لعقد تحالف مع الأولى، ما أعطى الأثينيين موطئ قدم مهم وحاسم على برزخ كورنث. تبع ذلك صراع دام خمسة عشر عامًا، عُرف عمومًا باسم الحرب البيلوبونيسية الأولى، شنت فيها أثينا هجومات متقطعة ضد أسبارطة، وكورينث، وأجانيطس، وعدد من المدن الأخرى. خلال هذه الحرب، استولت أثينا على ميغارا، وبيوتيا؛ ولكن في النهاية، وفي مواجهتها لغزو أسبارطي هائل على أتيكا، تخلى الأثينيون عن الأراضي التي استولوا عليها في البر الرئيسي اليوناني، واعترفت أثينا وأسبارطة بحق كل منهما في السيطرة على أنظمة تحالفهما. انتهت الحرب رسميًا بتوقيع معاهدة سلام الثلاثين عامًا في شتاء عام 446/5 قبل الميلاد.

### خرق معاهدة السلام
اختبرت معاهدة سلام الثلاثين عامًا لأول مرة عام 440 قبل الميلاد، عندما تمردت حليفة أثينا القوية ساموس وانشقت عن التحالف، سرعان ما نجح المتمردون في تأمين الدعم من إحدى الدول الفارسية، ووجدت أثينا نفسها تواجه احتمال حدوث ثورات في جميع أنحاء الإمبراطورية. دعا الأسبارطيون، الذين كان تدخلهم بمثابة محرك لحرب عارمة تحدد مصير الإمبراطورية، إلى مؤتمر مع حلفائهم لمناقشة إمكانية خوض حرب مع أثينا. كانت كورنث الحليفة القوية لأسبارطة معارضةً بشكل واضح للتدخل، وصوت المؤتمر ضد الحرب مع أثينا. في النهاية، سحق الأثينيون الثورة، وظل السلام قائمًا.
شملت الأحداث المتسارعة التي أدت إلى الحرب كلًا من أثينا وكورينث، فبعد أن عانت الأخيرة من هزيمة على يد مستعمرتها كورسيرا، وهي قوة بحرية لم تكن حليفة لأسبارطة أو أثينا، شرعت في بناء قوة بحرية متحالفة. بعد ذلك سعت كورسيرا إلى تحالف مع أثينا، التي قررت بعد النقاش والتفاوض مع كل من كورسيرا وكورنيث عقد تحالف دفاعي مع الأولى. في معركة سيبوتا، لعبت مجموعة صغيرة من السفن الأثينية دورًا حاسمًا في منع أسطول تابع لكورنيث من الاستيلاء على كورسيرا. ولكن من أجل الحفاظ على معاهدة سلام الثلاثين عامًا، صدرت التعليمات إلى الأثينيين بعدم التدخل في المعركة إلا إذا كان واضحًا أن كورنيث ستقدم على خطوات للغزو. مع ذلك، شاركت السفن الحربية الأثينية في المعركة، وأسهم وصول سفن إضافية في ثني الكورنيثيين عن الانتصار.

## نتائج الحرب
هذه الحرب قد أضعفت اليونان للأبد. لهذا آمن إيسوقراط أن المدن اليونانية يجب أن تتحد لتردع كل الأخطار وتحارب البرابرة (يقصد الفرس) وتفتح باب آسيا لليونانيين، لكنه رأى فشل مساعيه بسبب أنانية المدن وتمسك كل منها باستقلالها، فحرض الملك فيليبوس الثاني المقدوني لكي ينفذ هذه المهمة، وتم له ما أراد حين انهزمت القوات اليونانية أمام المقدونيين في موقعة خايرونيا قرب طيبة عام 338 ق.م.، أما ابنه الإسكندر الكبير فهو من فتح آسيا لليونانيين.